# Valesca Ampoorter
Valesca Ampoorter, née le 5 mars 2004 à Asse en Belgique, est une footballeuse internationale belge qui joue au poste de milieu de terrain à l'OH Louvain.

## Biographie
Valesca Ampoorter commence à jouer au football à l'âge de huit ans à l'Asse-Zellik 2002. Cinq ans plus tard, elle rejoint le SK Londerzeel, où elle joue avec les garçons. En 2019, la Belge signe à La Gantoise. Elle n'y reste qu'une saison avant d'être transférée à Oud-Heverlee Louvain.

### En club
Lors de la saison 2021-2022, les Louvanistes termineront la saison à la deuxième place, derrière le RSC Anderlecht malgré une victoire 1-0 de son équipe contre le champion en titre Anderlecht.
Le 13 décembre 2023, elle prolonge son contrat avec Oud-Heverlee Louvain jusqu'en juin 2026.

### En sélection
Le 6 février 2023, la Belge est sélectionnée par Ives Serneels pour disputer la Arnold Clark Cup 2023. Cette dernière étant un tournoi de football féminin sur invitation organisé par la Fédération anglaise de football.
Quelques jours plus tard, lors de cette même Arnold Clark Cup 2023, la footballeuse honore sa première sélection avec la Belgique lors d'un match contre la Corée du Sud. Lors de cette rencontre, elle est titulaire et est remplacé à la 71e par Julie Biesmans. Son équipe s'impose deux buts à un.

### Vie privée
Valesca Ampoorter est étudiante en marketing à la KU Leuven,,.
Son frère aîné Rafaël joue au football à l'Asse-Zellik 2002 dans les divisions provinciales belge.